# Gang Signs & Prayer
A Gang Signs & Prayer Stormzy debütáló albuma, amelyet 2017. február 24-én adott ki a #Merky Records. Stormzy első nagyobb kiadása a Dreamers Disease (2014) középlemez után. Az album producerei többek között Fraser T. Smith és Sir Spyro.
Az album első helyen debütált a UK Albums Charton és 68 ezer példányt adtak el belőle az első héten, amivel az első grime album lett, amely elérte a brit albumlista élét. Ezek mellett 12 másik országban is szerepelt a slágerlistákon. A Gang Signs & Prayer összes dala szerepelt a Brit kislemezlistán egy időben, hét a legjobb negyven hely egyikén. Platina minősítést kapott a Brit Hanglemezgyártók Szövetségétől (BPI). Elnyerte az Év brit albuma díjat a 2018-as Brit Awards díjátadón.

## Háttér
Miután egyre ismertebb lett az Egyesült Királyság zenei világában a Wicked Skengman freestyle-sorozatának köszönhetően, Stormzy kiadta a debütáló középlemezét, a Dreamers Disease-t.
2015 márciusában kiadta a "Know Me From" kislemezt, amely 49. helyen lépett be a Brit kislemezlistára. 2015 szeptemberében Stormzy megjelentette a Wicked Skengman utolsó, negyedik részét. A "Shut Up" freestyle 18. helyen debütált és több, mint 110 millió megtekintést szerzett, sikert hozva Stormzynak. Ennek köszönhetően a rapper elindított egy karácsonyi kampányt, hogy első helyig juttassa a dalt. A "Shut Up" legmagasabb pozíciója végül a nyolcadik volt.
Miután egy év szünetet tartott a közösségi médiától, 2017 február elején tért vissza és London-szerte hirdette az új albumot #GSAP 24.02. feliratokkal. Az albumot 2017. február 24-én adták ki.

## Számlista
| 1.    | First Things First                                         | Mura Masa Fraser T. Smith   | 3:27 |
| 2.    | Cold                                                       | Smith Swifta Beater Stormzy | 2:36 |
| 3.    | Bad Boys (Ghetts és J Hus közreműködésével)                | Smith EY P2J Stormzy        | 4:06 |
| 4.    | Blinded by Your Grace, Pt. 1                               | Smith Stormzy               | 2:40 |
| 5.    | Big for Your Boots                                         | Smith Sir Spyro Stormzy     | 3:58 |
| 6.    | Velvet / Jenny Francis (Interlude)                         | Sons of Sonix Smith Stormzy | 5:39 |
| 7.    | Mr Skeng                                                   | Smith Sir Spyro Stormzy     | 3:17 |
| 8.    | Cigarettes & Cush (Kehlani és Lily Allen közreműködésével) | Smith Stormzy               | 5:49 |
| 9.    | 21 Gun Salute (Interlude) (Wretch 32 közreműködésével)     | Smith Stormzy               | 2:26 |
| 10.   | Blinded by Your Grace, Pt. 2 (MNEK közreműködésével)       | Smith Stormzy               | 3:50 |
| 11.   | Return of the Rucksack                                     | Smith Sir Spyro Stormzy     | 3:04 |
| 12.   | 100 Bags                                                   | Smith Kale Stormzy          | 3:37 |
| 13.   | Don't Cry for Me (Raleigh Ritchie közreműködésével)        | Smith Wizzy Wow Stormzy     | 3:34 |
| 14.   | Crazy Titch (Interlude)                                    |                             | 2:40 |
| 15.   | Shut Up                                                    | Stormzy XTC                 | 2:46 |
| 16.   | Lay Me Bare                                                | Smith EY Stormzy            | 5:04 |
| 58:47 |                                                            |                             |      |

Feldolgozott dalok
- "Big for Your Boots": "House Train", eredetileg: Risse.
- "Velvet / Jenny Francis (Interlude)": "Intro (Like Velvet)", eredetileg: Nao.
- "Return of the Rucksack": "Seems 2 Be", eredetileg: Dizzee Rascal.
- "Lay Me Bare": "Last Stand", eredetileg: Kwabs.

## Közreműködők
Vokálok
- Stormzy – vokál
- MNEK – vokál
- Lily Allen – vokál
- Raleigh Ritchie – vokál
- Kehlani – vokál
- Wretch 32 – vokál
- J Hus – vokál, háttérének
- Yasmin Green – vokál
- Sleeks – háttérének
- Rasul A-Salaam – vokál
- Keesha Gumbs – vokál
- Babatunde "Soye" Soyebo – vokál

- Monet Ulerio – vokál
- Jenny Francis – beszéd
- Crazy Titch – beszéd
- Mama Stormz – beszéd
- LaDonna Harley-Peters – háttérének
- Phebe Edwards – háttérének
- J Warner – háttérének
- Kenneth Asomani – háttérének
- Flipz – háttérének
- Rimes – háttérének
- Moses Samuels – háttérének

Hangszerek
- Rosie Danvers – zenekar, cselló
- Ruth O'Reilly – kürt
- Corinne Bailey – kürt
- Mike Lovat – trombita
- Andy Greenwood – trombita
- Paul Spong – trombita
- Dave Stewart – harsona
- Ed Tarrant – harsona
- Owen Slade – tuba
- Simon Haram – szaxofon
- Martin Williams – szaxofon
- Lydia Griffiths – oboa
- Louise Chapman – fagott
- Patrick Kiernan – hegedű
- Hayley Pomfrett – hegedű
- Debbie Widdup – hegedű
- Eleanor Mathieson – hegedű
- Jenny Sacha – hegedű
- Anna Croad – hegedű
- Kotono Sato – hegedű
- Natalia Bonner – hegedű
- Sally Jackson – hegedű
- Emma Owens – brácsa
- Becky Jones – brácsa
- Nozomi Cohen – brácsa
- Bryony James – cselló
- Richard Pryce – nagybőgő
- Camilla Pay – hárfa
- Ben Epstein – basszusgitár
- Dexter Hercules – dobok
- Stormzy – billentyűk, zongora
- Adam Wakeman – hammond-orgona

Utómunka
- Fraser T Smith – producer, keverés, programozás, gitár, basszusgitár, zongora, ütőhangszer
- Manon Grandjean – keverés, hangmérnök
- Nick Taylor – hangmérnök
- Tom Coyne – masterelés, hangmérnök
- Randy Merrill – masterelés, hangmérnök
- Bryan Wilson – hangmérnök
- Mura Masa – producer, programozás
- Swifta Beater – producer, programozás
- EY (Eyobed Getachew) – producer, programozás
- P2J (Richard Isong) – producer, programozás
- Sons of Sonix – producer, programozás
- Sir Spyro – producer, billentyűk, programozás
- Sunny Kale – producer, programozás
- Wizzy Wow AKA Isra Lohata – producer, programozás
- 169 – basszus-programozás
- 6Sixx – producer, programozás, keverés
- Scott Jacoby – felvételek

## Slágerlisták
| Slágerlista (2017)                     | Legmagasabb pozíció |
| -------------------------------------- | ------------------- |
| Ausztrál Albumok (ARIA)                | 11                  |
| Ausztrál Urban Albumok (ARIA)          | 1                   |
| Belga Albumok (Ultratop Flanders)      | 86                  |
| Belga Albumok (Ultratop Wallonia)      | 126                 |
| Kanadai Albumok (Billboard)            | 91                  |
| Dán Albumok (Hitlisten)                | 12                  |
| Holland Albumok (Album Top 100)        | 25                  |
| Finn Albumok (Suomen virallinen lista) | 44                  |
| Ír Albumok (IRMA)                      | 1                   |
| Új-zélandi Albumok (RMNZ)              | 14                  |
| Norvég Albumok (VG-lista)              | 22                  |
| Skót Albumok (OCC)                     | 2                   |
| Svéd Albumok (Sverigetopplistan)       | 34                  |
| Svájci Albumok (Schweizer Hitparade)   | 38                  |
| UK Albums Chart (OCC)                  | 1                   |
| UK Independent Albums (OCC)            | 1                   |
| UK R&B Albums (OCC)                    | 1                   |

| Év   | Slágerlista           | Pozíció |
| ---- | --------------------- | ------- |
| 2017 | UK Albums Chart (OCC) | 10      |
| 2018 | UK Albums Chart (OCC) | 72      |

## Minősítések
| Régió                    | Minősítés | Példányszám |
| ------------------------ | --------- | ----------- |
| Egyesült Királyság (BPI) | Platina   | 429,833     |